# Embalse de Nogales
La Presa de Nogales fue construida en el año 1991 sobre el cauce de la  rivera de Nogales, en el término municipal de Nogales, provincia de Badajoz, en la Comunidad Autónoma de Extremadura.

## Diseño de la presa y datos del embalse
La presa de Nogales es de gravedad, planta recta y realizada con hormigón. Dispone de dos vanos, una altura desde cimientos de 38,5 m y una longitud de coronación de 290 m y su ancho de coronación es de 8 m. Su aliviadero es de labio fijo central con una longitud total de 41,20 m, un caudal de diseño de 198,43 m³/s y sus aguas son restituidas al cauce por medio de cuenco amortiguador (cuenco amortiguador en una presa vertedero consiste en la creación de un resalto hidráulico para reducir la energía cinética que adquiere el agua tras el vertido).
El Embalse de Nogales pertenece a la Cuenca Hidrográfica del Guadiana y tiene una capacidad de 14,9 hm³ .

## Usos
- Riego
- Abastecimiento (abastece a las poblaciones de Almendral, Entrín Bajo, La Albuera, La Morera, La Parra, Nogales, Salvaleón, Salvatierra de los Barros, Torre de Miguel Sesmero, Corte de Peleas, Solana de los Barros y Santa Marta).